# Romanówka (rejon żydaczowski)
Romanówka (ukr. Романівка) – wieś na Ukrainie w rejonie stryjskim (do 2020 roku w rejonie żydaczowskim) obwodu lwowskiego.